# Stettiner Schloss

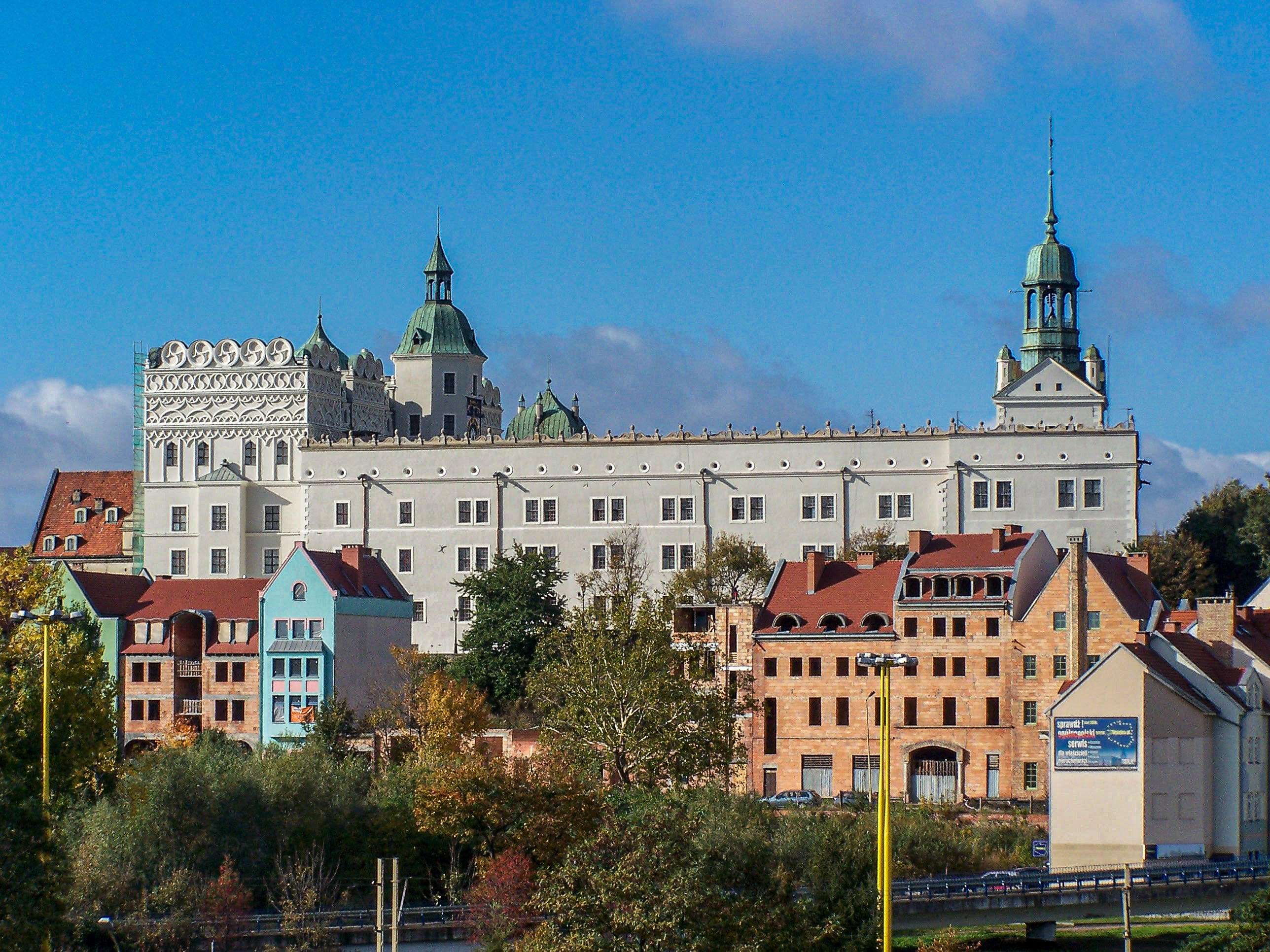
Fassade von Osten (2006)

Stettiner Schloss – Grundriss von 1855

Das Stettiner Schloss ist eine ehemalige Residenz der Herzöge von Pommern in Stettin. Bis zur schweren Beschädigung im Zweiten Weltkrieg war es das am besten erhaltene Schloss der während des Dreißigjährigen Krieges ausgestorbenen Greifenherzöge. Nach dem Wiederaufbau in der Volksrepublik Polen ist das Herzogsschloss heute unter dem Namen Zamek Książąt Pomorskich („Schloss der Pommerschen Herzöge“) eines der größten Kulturzentren in der Woiwodschaft Westpommern.

## Geschichte

### Unter den Greifen
In Stettin befand sich bereits im 12. Jahrhundert ein slawischer Burgwall, den die Pommernherzöge durch Kastellane verwalten ließen. Herzog Barnim I. ließ 1249 die Burg auf Bitten der Stettiner Bürger niederreißen und überließ der Stadt den Burgplatz, mit Ausnahme von zwei größeren Grundstücken. Als sein Enkel Barnim III. 1345 anstelle des Hofes auf dem Burghügel ein neues Schloss bauen ließ, vertrieben die Bürger die Bauarbeiter. Der Konflikt wurde durch einen Schiedsspruch des Herzogs Bogislaw V. und des Bischofs von Cammin, Johann von Sachsen-Lauenburg, entschieden. Danach musste die Stadt dem Herzog ein steinernes Haus mit Umfassungsmauer und eine Kapelle, die Ottenkirche, errichten, während dieser im Gegenzug der Stadt Belehnungen und Privilegien bestätigte. 1428 ließ Herzog Kasimir V. das Schloss neu befestigen.
Bogislaw X. begann 1490 mit dem Neubau des Schlosses aus Anlass seiner bevorstehenden Vermählung in zweiter Ehe mit der Prinzessin Anna von Polen. Die Hochzeit mit der
14-Jährigen fand am 2. Februar 1491 in Stettin statt, doch war der Schlossbau noch nicht vollendet, da die Stadt sich weigerte, vom Herzog beanspruchte Grundstücke abzutreten. Es kam zu langwierigen Streitigkeiten. 1503 brachte er die Stadt dazu, ihm Teile des Altböterberges zu überlassen und die dort stehenden Häuser abzureißen, an deren Stelle ein neuer Südflügel des Schlosses errichtet wurde. Unter Barnim IX. wurde 1538 der Ostflügel errichtet.
Herzog Johann Friedrich ließ nach seinem Regierungsantritt 1573 das Schloss nach Plänen des italienischen Baumeisters Antonio Wilhelmi grundlegend umbauen. Unter ihm erhielt das Schloss in weiten Teilen seine heutige Form. Der von Bogislaw X. errichtete Südflügel blieb weitgehend unverändert, das alte Haus Barnims III. und die Ottenkirche wurden abgerissen. 1576 richtete ein Brand, bei dem fünf Menschen ums Leben kamen, großen Schaden an. Als Ersatz für die Ottenkirche ließ Herzog Johann Friedrich die Schlosskirche errichten, die nunmehr als die Grablege der pommerschen Herzöge diente. Die wesentlichen Bauarbeiten wurden bis 1577 abgeschlossen.
Für Herzog Philipp II. wurde dem Westflügel ein Renaissancebau vorgesetzt, der durch Zwischenflügel mit dem Schloss verbunden war. Er plante im Neubau seine umfangreiche Kunstsammlung unterzubringen, erlebte jedoch die Fertigstellung nicht mehr, die unter seinem Nachfolger Franz erfolgte.

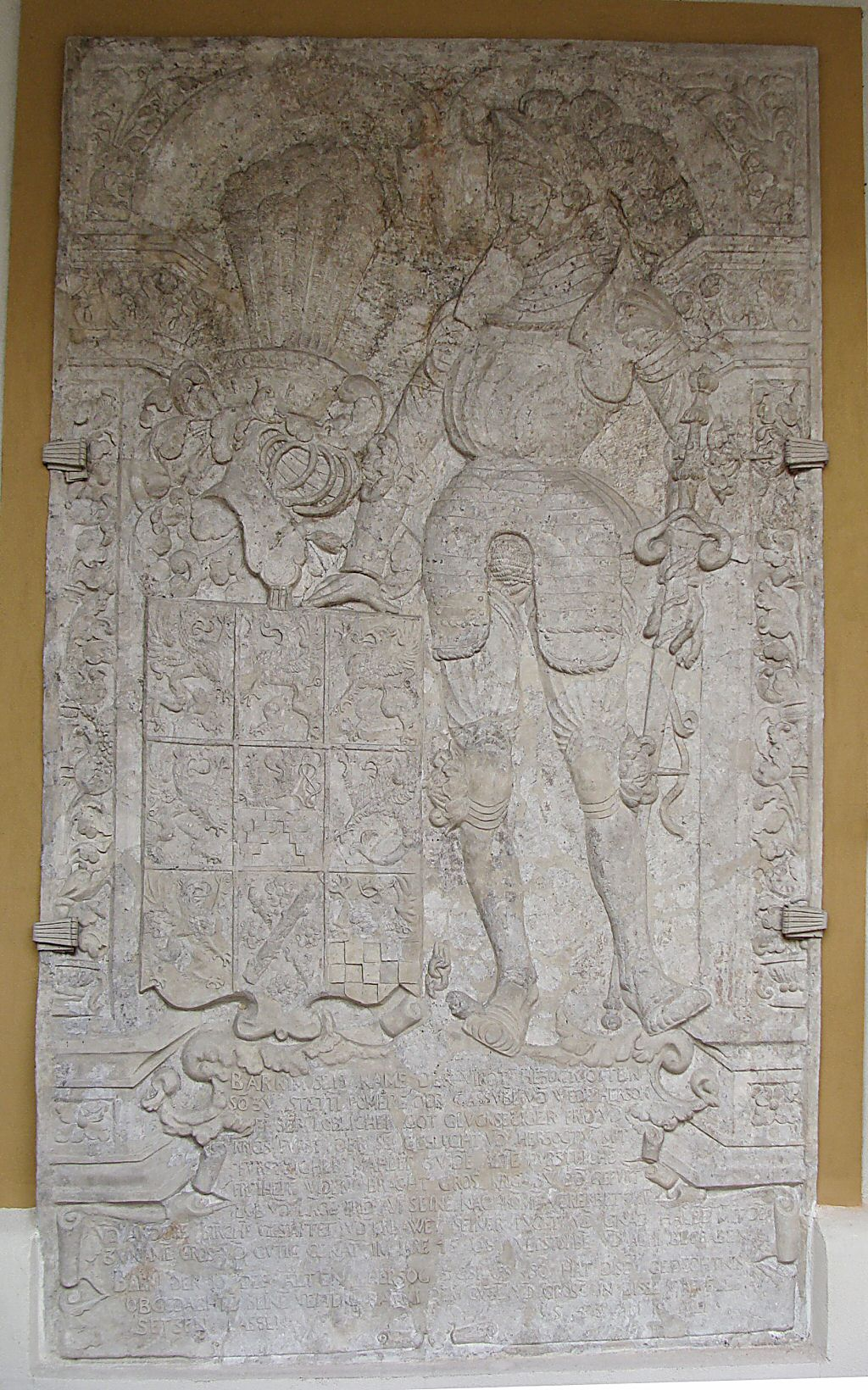
Erinnerungstafel für Barnim III. († 1368) von ca. 1538 am Nordflügel
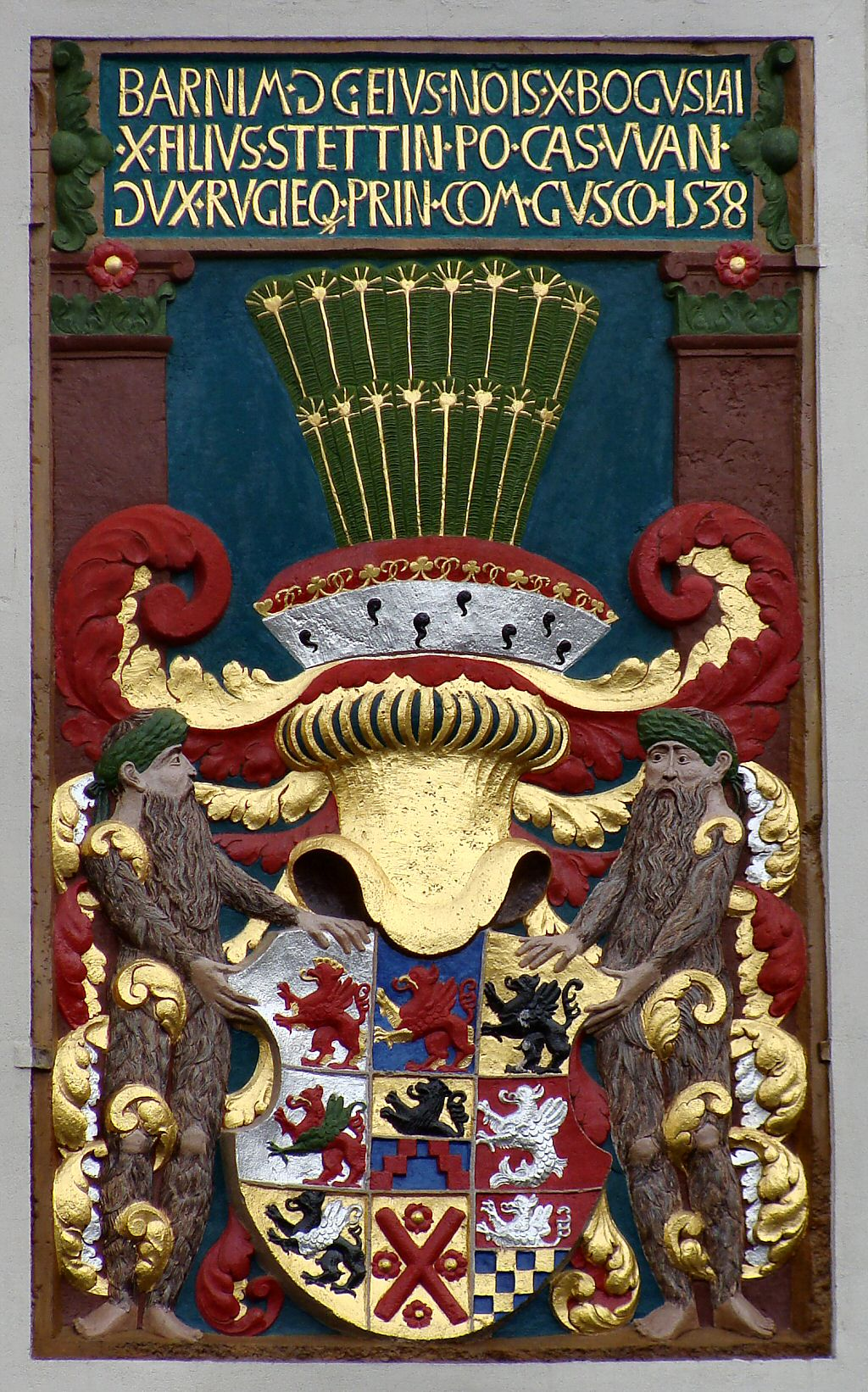
Stiftungstafel von Barnim IX. mit vollständigem Wappen – Ostflügel 1538
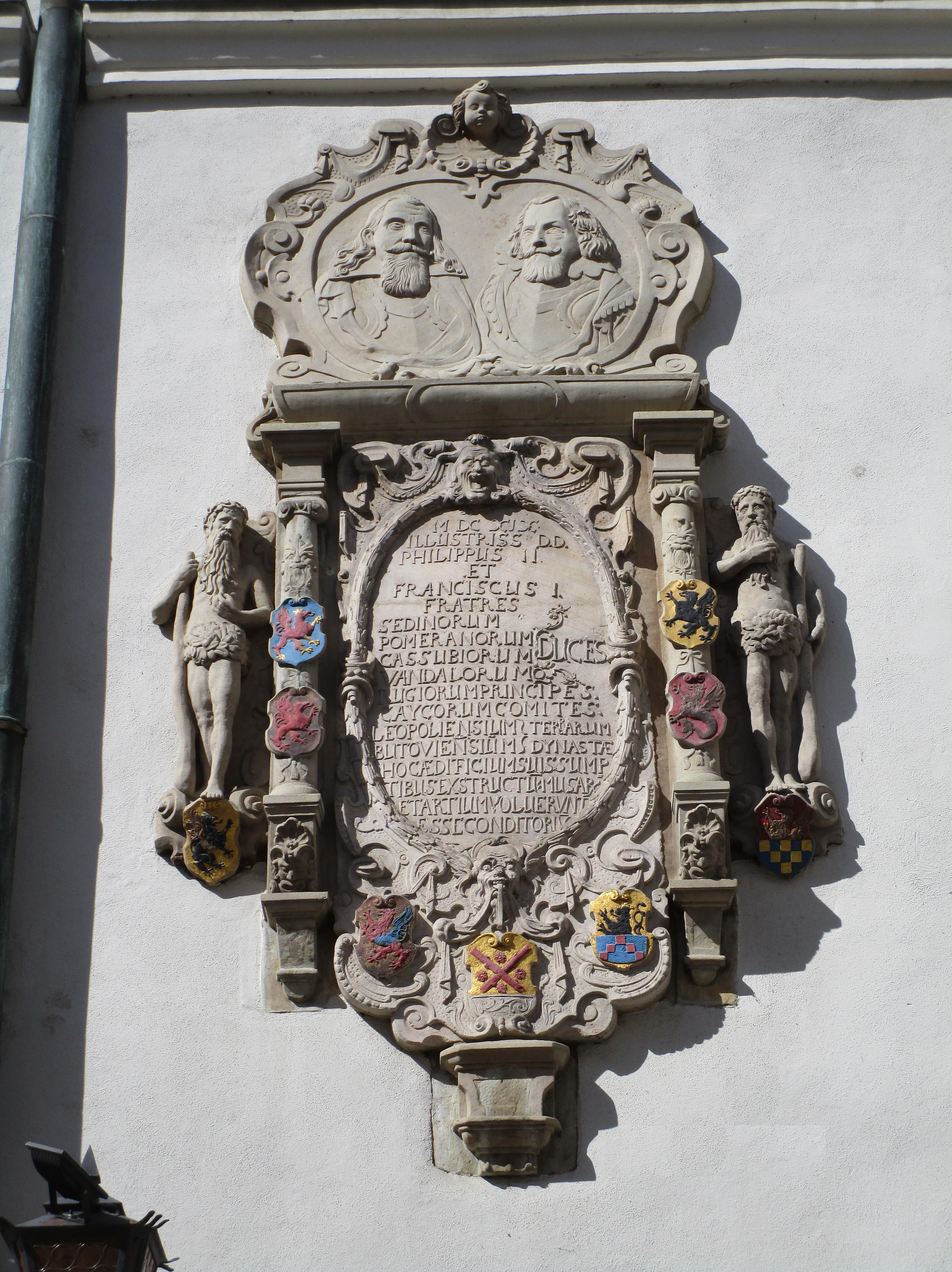
Stiftungstafel von Philipp II. und Franz I. im Vorhof von 1619 mit Wappen der Landesteile

### Schweden und Preußen
Nach dem Aussterben des Greifengeschlechts mit Bogislaw XIV. während des Dreißigjährigen Krieges diente das Schloss den schwedischen Statthaltern in Pommern bis 1720 als Regierungssitz. Während der Belagerung Stettins im Schwedisch-Brandenburgischen Krieg wurde das Schloss durch die Kanonen der brandenburgischen Belagerer schwer beschädigt. Von 1709 bis 1711 verbrachten der vormalige polnische König Stanisław Leszczyński und seine Frau Katharina die ersten Jahre ihres Exils auf dem Schloss. Nach dem Übergang Stettins an Preußen wohnte hier der Kommandeur der Stettiner Garnison, Christian August von Anhalt-Zerbst, der Vater der späteren Zarin Katharina II. Friedrich Wilhelm I. ließ Auf- und Umbauarbeiten durchführen, um hier die Regierung, Gerichte, die Pommersche Kriegs- und Domänenkammer, ein Arsenal sowie Wohnräume für den König unterzubringen. Friedrich II. ordnete 1752 die Einrichtung einer Münzprägeanstalt an.
Friedrich Wilhelm IV., der als Kronprinz zeitweise das Schloss bewohnte, ließ weitere Bauarbeiten durchführen und unter anderem den achtseitigen Turm an der nordöstlichen Ecke errichten und den Nordflügel um eine Etage erhöhen. Das Schloss war für die preußischen Kronprinzen, die den Titel „Statthalter von Pommern“ führten, die standesgemäße Residenz in der Provinz Pommern. Nachdem das Arsenal in die Stettiner Neustadt verlegt worden war, wurde 1872 bis 1874 der Südflügel bis auf die unteren Umfassungsmauern abgetragen. Bei den Umbauarbeiten im 19. Jahrhundert, die den Bedürfnissen einer Zivilverwaltung dienten, gingen viele Renaissanceelemente des Gebäudekomplexes verloren. Nachdem die Behörden 1902 ausgelagert worden waren, begannen 1925 Renovierungsarbeiten, wurden jedoch ein Jahr später eingestellt.

### Nach 1945

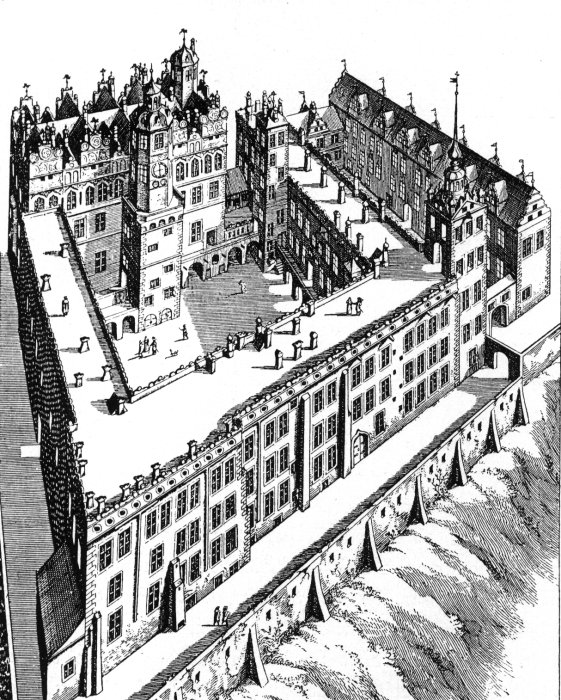
Kupferstich Merians, der als Grundlage für den Wiederaufbau diente

Durch einen Bombenangriff der Alliierten auf Stettin wurde das Schloss im Jahr 1944 schwer beschädigt. Nachdem Stettin 1945 zusammen mit Hinterpommern und einem Teil Vorpommerns unter polnische Verwaltung gestellt worden war, wurden ab 1946 erste Sicherungsarbeiten durchgeführt und ab 1948 archäologische Untersuchungen im Innenhof.
Nach den Plänen der herzoglichen Residenz, die von Matthäus Merian abgebildet worden war, wurde das Schloss von 1958 bis 1980 im Renaissance-Stil wieder aufgebaut. Unter dem Namen „Zamek Książąt Pomorskich“ wurde es als Kulturzentrum eingerichtet, in dem sich unter anderem die Opera na Zamku („Oper im Schloss“) und das Urząd Marszałkowski Województwa Zachodniopomorskiego („Marschallamt der Woiwodschaft Westpommern“) befinden.
Vor 2016 wurde die ehemalige Schlosskirche, jetzt Bogislaw-Saal, saniert und restauriert. Der Saal dient heute als Theater- und Konzertsaal. Unter dem Bauteil befindet sich nun wieder die Krypta der Pommernherzöge, nachdem deren Särge bisher provisorisch in einem Kellerraum des Ostflügels standen.
Nachdem im Mai 2017 mehrere Deckenpfeiler im Nordteil des Schlosses eingestürzt waren, brach auch ein Teil der Decke in sich zusammen. Die Ursache der Katastrophe blieb unklar.